# Cranborne
Cranborne är en ort och civil parish i Storbritannien.   Den ligger i kommunen Dorset och riksdelen England, i den södra delen av landet, 140 km sydväst om huvudstaden London. Cranborne ligger 56 meter över havet och antalet invånare är 779.
Terrängen runt Cranborne är platt. Runt Cranborne är det ganska tätbefolkat, med 239 invånare per kvadratkilometer. Närmaste större samhälle är Salisbury, 18,8 km nordost om Cranborne. Omgivningarna runt Cranborne är en mosaik av jordbruksmark och naturlig växtlighet.